# Cheb
Cheb (in tedesco Eger) è una città della Repubblica Ceca, capoluogo del distretto omonimo, nella regione di Karlovy Vary, situata sul fiume Ohře, vicino al confine con la Germania.

## Storia

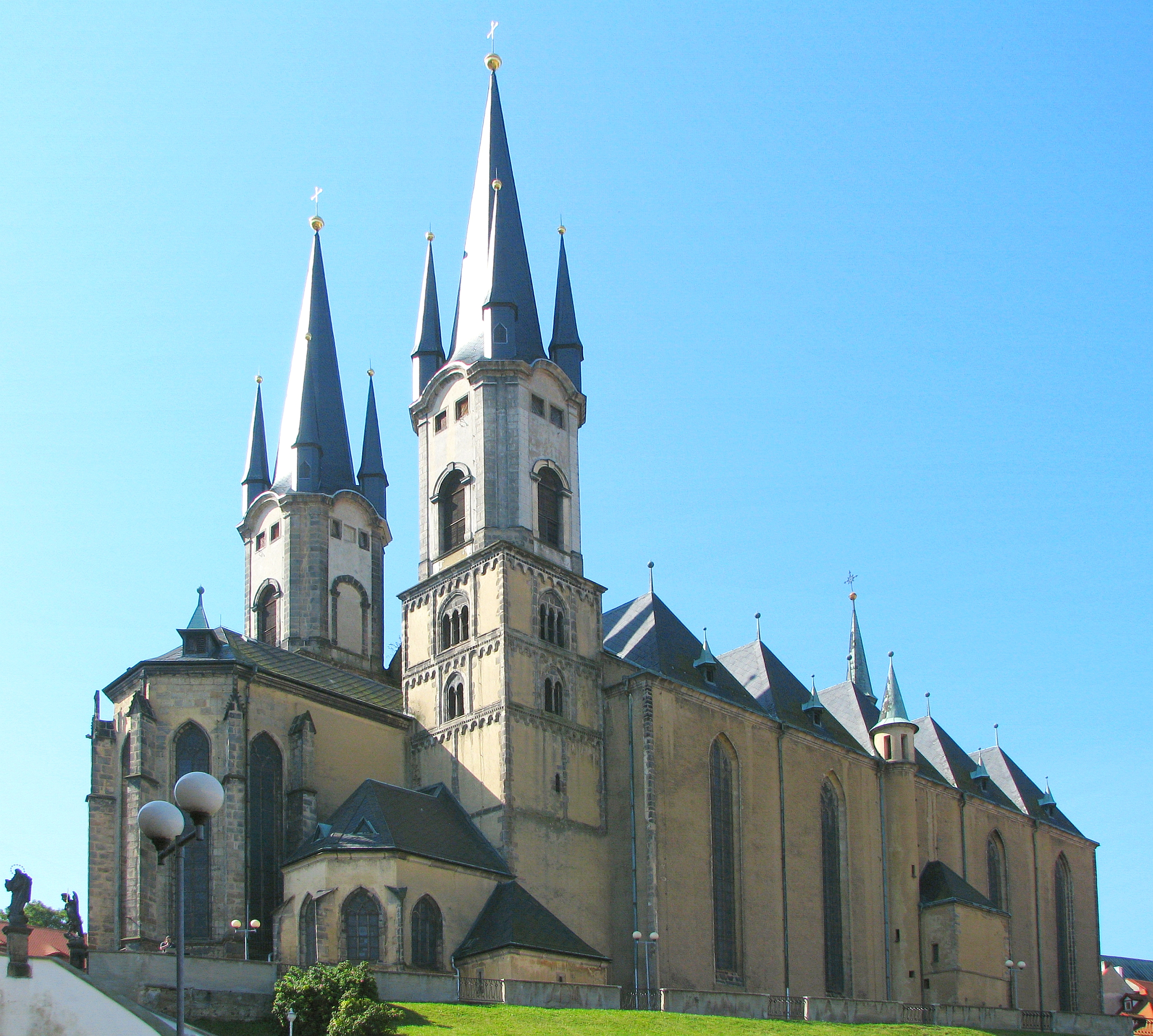
Chiesa dei Santi Nicola ed Elisabetta, fondata nel XIII secolo, ricostruzione nel 2008 con nuove guglie (copie del 1869)

Prima dell'espulsione dei cittadini di nazionalità tedesca era una delle località dei Sudeti a maggiore densità germanofona. Fu infatti al centro della Crisi dei Sudeti, tra i motivi scatenanti dell'occupazione nazista dell'allora Cecoslovacchia e quindi della stessa seconda guerra mondiale. La città venne infatti visitata da Adolf Hitler, che vi tenne un celebre discorso, da una finestra di un edificio che si affaccia sulla piazza medievale della cittadina.
Hitler scelse quello che è tuttora il simbolo della città: il gruppo di case chiamato Špalíček. Si tratta di un pittoresco gruppo di 11 case medievali borghesi, che qui sorsero già dal XIII secolo. Vicino a loro si ergono le due alte torri campanarie della chiesa gotica di San Nicola. Altro importante monumento è il complesso del castello. Sono visitabili le mura di cinta romaniche, la celebre Torre Nera e la cappella del castello.
La storia della città in precedenza era legata ad Albrecht von Wallenstein (Albrecht z Valdštejna in ceco), una delle figure più controverse della storia ceca ed europea. Questo commerciante, politico e condottiero militare riuscì ad arrivare ad essere una delle personalità più potenti dell'Europa di allora. Il suo potere iniziò ad assumere tali dimensioni da spaventare addirittura l'imperatore. Fu lui che lo fece uccidere in maniera esemplare a causa di un tentativo di presa del potere che non fu mai dimostrato. Questo avvenne nel 1634 nella casa di Pachelbel, nella piazza di Cheb. In questa casa oggi è stata allestita una mostra sulla vita e la morte di quest'importante condottiero.
La regione di Karlovy Vary è tra le meno sviluppate della Repubblica Ceca, scontando la distanza ed un certo isolamento dalla capitale Praga. A vantaggio di Cheb vi è però la vicinanza al confine tedesco e ad alcune note zone termali.
L'economia della città si regge prevalentemente sui servizi e sul commercio. Importante è anche il ruolo dell'industria. Se la storica fabbrica di biciclette ESKA ha chiuso i battenti dopo le privatizzazioni degli anni seguenti alla caduta del comunismo, rimangono nei pressi della città diverse fabbriche e magazzini, spesso filiali di multinazionali estere. Sempre più importante è il turismo: Cheb è infatti meta di turismo culturale e delle escursioni oltrefrontiera dei vicini tedeschi.

## Monumenti e luoghi d'interesse
- Castello di Starý Hrozňatov, nella frazione di Hrozňatov

## Società

### Evoluzione demografica
| Anno        | 1930  | 1945  | 1947  | 1990  | 2005  | 2008  | 2011  |
| ----------- | ----- | ----- | ----- | ----- | ----- | ----- | ----- |
| Popolazione | 31406 | 45000 | 14533 | 29962 | 33462 | 35022 | 34530 |

## Geografia antropica

### Suddivisioni amministrative

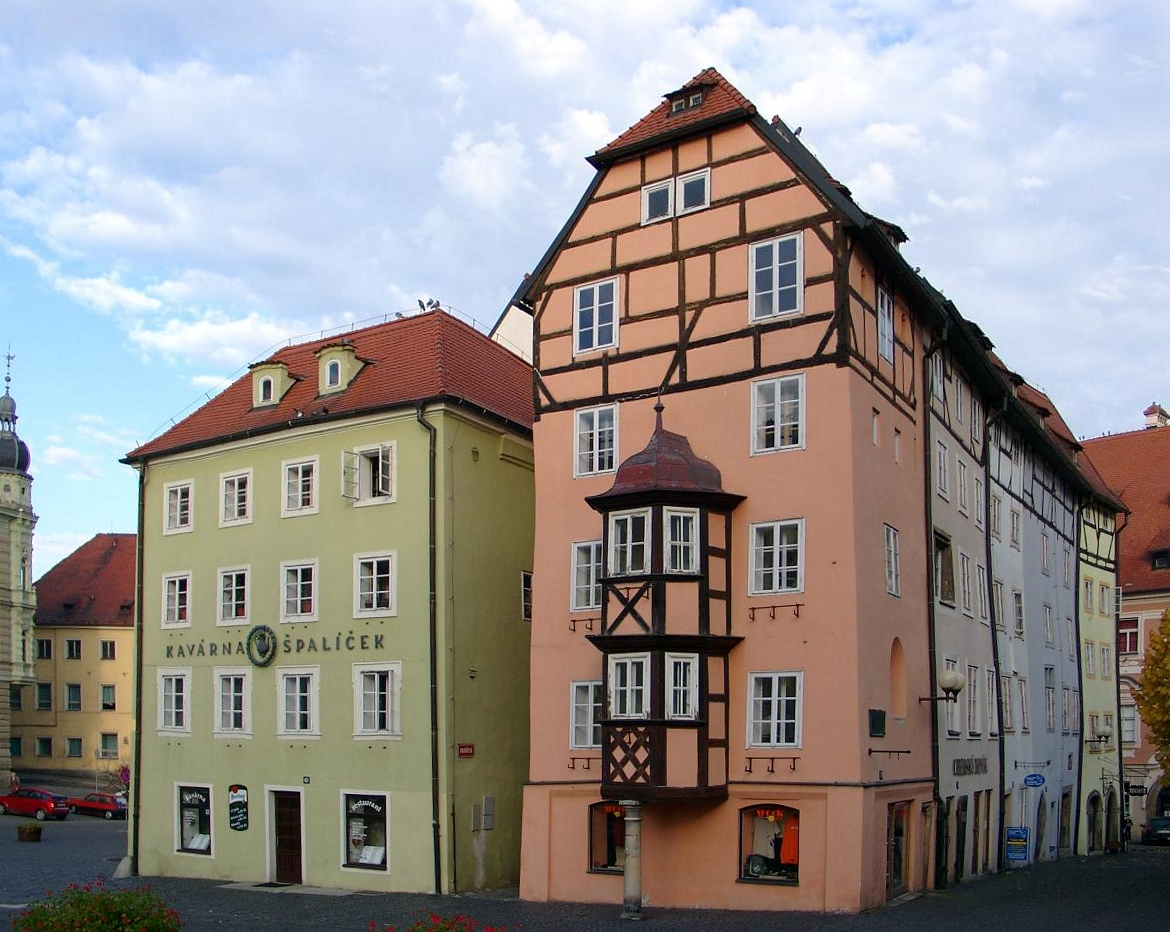
Špalíček, edificio della piazza del mercato di Cheb

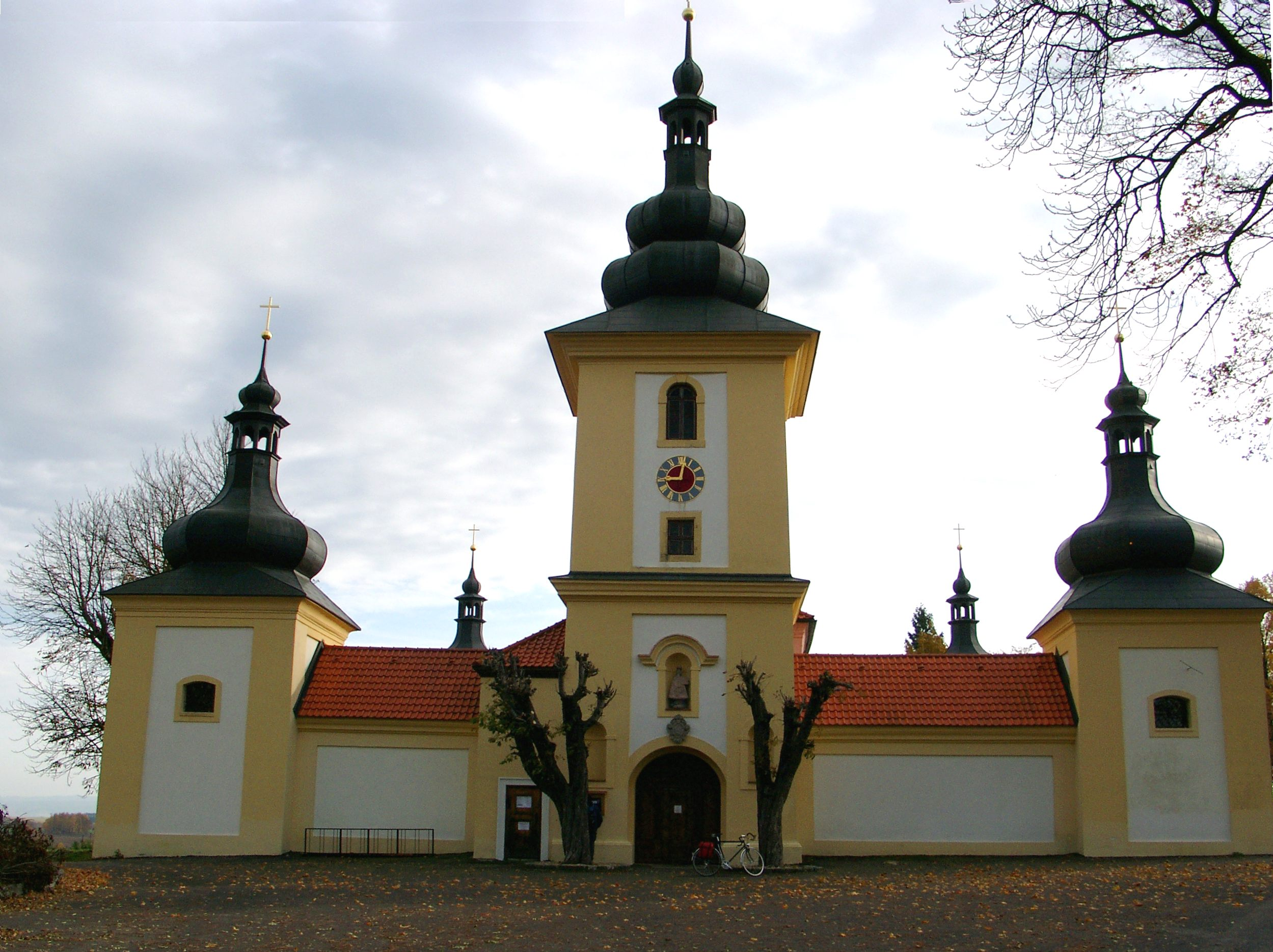
Chiesa di Maria di Loreto a Starý Hroznatov

Cheb è suddivisa nelle seguenti frazioni (nome tedesco tra parentesi)
- Bříza (Pirk)
- Cetnov (Zettendorf)
- Cheb (Eger)
- Chvoječná (Sebenbach)
- Dolní Dvory (Unterschön)
- Dřenice (Treunitz)
- Háje (Gehaag)
- Horní Dvory (Oberschön)
- Hradiště (Reichersdorf)
- Hrozňatov (Kinsberg)
- Jindřichov (Honnersdorf)
- Klest (Reißig)
- Loužek (Au)
- Pelhřimov (Pilmersreuth)
- Podhoří (Kreuzenstein)
- Podhrad (Pograth)
- Skalka (Stein)
- Střížov (Triesenhof)
- Tršnice (Tirschnitz)

## Amministrazione

### Gemellaggi
- Hof
- Nižnij Tagil
- Rheden